# Richard Woodville (3e graaf van Rivers)
Richard Woodville (Grafton Regis, 1453 — 6 maart 1491) was een Engelsman en 3e Graaf Rivers. Zijn broer, Anthony, en zijn vader Richard Woodville, waren hem reeds voorgegaan als graaf. Zijn moeder was Jacoba van Luxemburg. Richards zuster, Elizabeth Woodville, werd later de gemalin van koning Eduard IV van Engeland.
Richard was de laatste van de Woodville's die de titel van graaf bezat.